# Slubbojaure
Slubbojaure är en sjö i Jokkmokks kommun i Lappland och ingår i Luleälvens huvudavrinningsområde. Slubbojaure ligger i Görjeån Natura 2000-område. Sjöns area är 0,49 kvadratkilometer och den befinner sig 210,9 meter över havet.